# Calommata
Calommata es un género de arañas migalomorfas de la familia Atypidae. Se encuentra en Asia y África.

## Lista de especies
Según The World Spider Catalog 12.0:
- Calommata fulvipes  (Lucas, 1835)
- Calommata megae Fourie, Haddad & Jocqué, 2011
- Calommata meridionalis Fourie, Haddad & Jocqué, 2011
- Calommata namibica Fourie, Haddad & Jocqué, 2011
- Calommata obesa Simon, 1886
- Calommata pichoni Schenkel, 1963
- Calommata signata Karsch, 1879
- Calommata simoni Pocock, 1903
- Calommata sundaica (Doleschall, 1859)
- Calommata tibialis Fourie, Haddad & Jocqué, 2011
- Calommata transvaalica (Hewitt, 1916)
- Calommata truculenta (Thorell, 1887)